# Lista de batalhas da Guerra da Cisplatina
A guerra da Cisplatina ou campanha da Cisplatina, conhecido na historiografia argentina e uruguaia como província em disputa foi um conflito ocorrido entre o Império do Brasil e as Províncias Unidas do Rio da Prata, pela posse da Província Cisplatina, a região da atual República Oriental do Uruguai. A mesma conta com diversas batalhas ocorridas entre 1825 e 1828. A tabela abaixo mostra parte dessas batalhas, em ordem cronológica, mostrando também o local onde aconteceram e seu desfecho.
| Batalha                                           | Data                       | Local                                                                                            | Desfecho                                                              | Referências       |
| ------------------------------------------------- | -------------------------- | ------------------------------------------------------------------------------------------------ | --------------------------------------------------------------------- | ----------------- |
| Batalha de Quinta do rico - Colônia do Sacramento | 15 de julho de 1825        | Colônia do Sacramento, Urugai                                                                    | Vitória brasileira                                                    | [ 1 ]             |
| Batalha de Montevideo                             | 18 de julho de 1825        | Montevideo, Urugai                                                                               | Vitória brasileira                                                    | [ 2 ]             |
| Batalha de Aquila/Arbolito                        | 4 de setembro de 1825      | Às margens do Arroio Aquila, Uruguai                                                             | Vitória brasileira                                                    | [ 3 ]             |
| Batalha de Rincón                                 | 24 de setembro de 1825     | Rincón de las Gallinas, Uruguai                                                                  | Vitória Oriental                                                      | [ 4 ]             |
| Batalha de Sarandi                                | 12 de outubro de 1825      | Arroio Sarandi, Departamento de Flores, Uruguai                                                  | Vitória Oriental                                                      | [ 4 ] [ 5 ] [ 6 ] |
| Batalha de Los Pozos                              | 11 de junho de 1826        | Rio da Prata, em frente à cidade de Buenos Aires                                                 | Vitória argentina                                                     | [ 3 ]             |
| Batalha de Lara-Quilmes                           | 30 de junho de 1826        | Rio da Prata, Argentina 34° 34′ 00″ S, 58° 00′ 00″ O                                             | Vitória brasileira                                                    | [ 4 ] [ 3 ]       |
| Batalha de Juncal                                 | 8 e 9 de fevereiro de 1827 | Ilha Juncal, Rio Uruguai 33° 57′ 15″ S, 58° 23′ 45″ O                                            | Vitória argentina                                                     | [ 7 ]             |
| Batalha de Vacacai                                | 13 de fevereiro de 1827    | Rio Grande do Sul                                                                                | Inconclusivo                                                          | [ 3 ]             |
| Batalha de Umbu                                   | 16 de fevereiro de 1827    | Passo do Umbu, no Ibicuí, Rio Grande do Sul                                                      | Vitória brasileira                                                    | [ 4 ] [ 3 ]       |
| Batalha do Passo do Rosário                       | 20 de fevereiro de 1827    | Margens do rio Santa Maria, onde hoje é o município de Rosário do Sul, Rio Grande do Sul, Brasil | Vitória tática oriental. Sem resultados estratégicos para o conflito. | [ 4 ] [ 8 ]       |
| Batalha de Monte Santiago                         | 7 e 8 de abril de 1827     | Enseada de Barragán, Buenos Aires                                                                | Decisiva vitória brasileira                                           | [ 8 ] [ 9 ] [ 3 ] |
| Combate de Aceguá                                 | 21 de junho de 1827        | Próximo ao Arroio Aceguá, Uruguai                                                                | Vitória brasileira                                                    | [ 3 ]             |
| Primeira batalha de Alcatrazes                    | 13 de setembro de 1827     | Arquipélago de Alcatrazes, São Paulo, Império do Brasil.                                         | Vitória brasileira                                                    | [ 3 ]             |
| Segunda batalha de Alcatrazes                     | 25 de janeiro de 1828      | Entre Santos e Rio de janeiro, Ilha Rasa, Império do Brasil                                      | Vitória brasileira                                                    | [ 3 ]             |